# Echinodium setigerum
Espèce
Synonymes
- Echinodium setigerum var. integrifolium Luisier[1]

Statut de conservation UICN

 EN  : En danger
Echinodium setigerum est une espèce de plantes de la famille des Echinodiaceae.

## Liste des variétés
Selon Tropicos (10 avril 2019) :
- variété Echinodium setigerum var. integrifolium Luisier

## Publication originale
- Botanische Zeitung (Berlin) 24: 178. 1866.